# Anton von Ditfurth
Anton von Ditfurth (* 26. November 1588 in Stadthagen; † 7. Mai 1650 ebenda) war ein hoher deutscher Verwaltungsbeamter und eines von 890 Mitgliedern der Fruchtbringenden Gesellschaft. 

## Leben
Anton von Ditfurth war der älteste Sohn des Drosten zu Stadthagen Hans von Ditfurth und dessen Ehefrau Anna Margarethe von Bardeleben. Im Alter von neun Jahren wurde Ditfurth 1597 Page des Grafen Julius von Holstein-Schaumburg. Dieses Amt übte er bis 1600 aus.
Am 24. Oktober 1604 immatrikulierte sich Ditfurth an der Universität Marburg und blieb es bis 1606. In diesem Jahr begann er seine zweijährige Cavalierstour durch Frankreich, Großbritannien und die Niederlande. Nach seiner Rückkehr war er in den Jahren 1608 bis 1614 Hofjunker in Stadthagen und Bückeburg. Anschließend avancierte er zum Drosten von Stadthagen und wurde somit zum Nachfolger seines Vaters.
Am 1. Oktober 1615 heiratete er Katharina von Haxthausen. Als seine Ehefrau am 11. Juli 1640 starb, heiratete er nach dem Verstreichen des obligaten Trauerjahres am 2. Juli 1641 Lucia Elisabeth von Oeynhausen. Im Alter von 62 Jahren starb Anton von Ditfurth in Stadthagen und fand dort auch seine letzte Ruhestätte.

## Mitgliedschaft in derFruchtbringenden Gesellschaft
Im Herbst 1636 wurde Ditfurth von Fürst Ludwig I. von Anhalt-Köthen anlässlich dessen Durchreise durch Stadthagen als Mitglied in die Fruchtbringende Gesellschaft aufgenommen. Als Mitgliedsnamen wurde Ditfurth der Ungefehrte verliehen. Als Devise wurde ihm Fürs Wasser zugedacht und als Emblem Das schöne Frauenhaar. Im Köthener Gesellschaftsbuch findet sich unter der Nr. 272 auch Ditfurths Reimgesetz, welches er auf seine Einführung in diese Vereinigung verfasst hat:
„Daß Schöne Frawenhaar ein kraut wird nicht gefehret
Von Waßer, gegen dem sichs trucken helt, und wehret
Daß es nicht feuchte wird, Dahero Jch genandt
Der Ungefehrte bin, Dieweil wie Unß bekandt
Kein waßer darahn hafft, besondern weg muß fließen.
Also wan Unß die fluth der Lästrer ahn will gießen,
So wird doch schöne frucht durch tugend furgebracht
Und der Verleumbdung erst ein rechtes end gemacht.“
| Personendaten    | Personendaten                |
| ---------------- | ---------------------------- |
| NAME             | Ditfurth, Anton von          |
| KURZBESCHREIBUNG | deutscher Verwaltungsbeamter |
| GEBURTSDATUM     | 26. November 1588            |
| GEBURTSORT       | Stadthagen                   |
| STERBEDATUM      | 7. Mai 1650                  |
| STERBEORT        | Stadthagen                   |